# Oswestry School
Oswestry School ist ein Internat in der englischen Kleinstadt Oswestry.

## Geschichte
Gegründet wurde die Schule 1407 als zweite konfessionell unabhängige Schule in England von David Holbache und dessen Frau Guinevere Holbache (walis. Gwenwhywer). Anfänglich wurden Latein, Griechisch und englische Grammatik gelehrt. Das erste Schulgebäude der damaligen Grammar School wurde neben der Parish Church of St. Oswald errichtet. Im 18. Jahrhundert musste sich die Schule jedoch vergrößern und zog an ihren heutigen Platz um.
1972 wurden erstmals Mädchen als Schülerinnen an der Schule aufgenommen.

## Heute
Es gibt 507 Schüler.

## Schulleben
Zurzeit besuchen circa 100 Internatsschüler und etwa 200 Tagesschüler Oswestry School und werden von ihrem 9. bis zum 18. Lebensjahr unterrichtet und bis zu ihren GCSE und A-Level Prüfungen begleitet. Des Weiteren gliedern sich an die Schule ein Kindergarten und die Grundschule an.
Untergebracht sind die Schüler gemäß der Altersgruppen in verschiedenen Wohnhäusern in Einzel- oder Mehrbettzimmern, wobei hier eine Unterscheidung der 6th Form von den übrigen Schülern vorgenommen wird.
Neben den obligatorischen Unterrichtsfächern bieten sich zahlreiche Nachmittagsaktivitäten, so zum Beispiel:
- Ballett
- Kfz-Technik
- Metallarbeiten
- Schwimmen
- Sprachen
- Combined Cadet Force (CCF)
- Duke of Edinburgh Award Scheme
- Musik
- Sport

Der derzeitige Schulleiter ist J. Noad. 2007 feierte Oswestry School ihr 600-jähriges Bestehen.